# JVC (elektronicabedrijf)
Japan Victor Company (Japans: 日本ビクター株式会社, Nippon Bikutā Kabushiki-gaisha), beter bekend als JVC in Europa en Noord-Amerika en als Victor JVC in Japan; officieel Victor Company of Japan, is een groot, internationaal elektronicabedrijf gevestigd te Yokohama, Japan. Het bedrijf produceert onder andere audio, video en consumentenelektronica.
Victor Talking Machine Company of Japan (later hernoemd naar The Victor Company of Japan) is in 1927 opgericht als een onderdeel van het toen grootste muziekbedrijf van de Verenigde Staten, Victor Talking Machine Company. In 1929 werd het bedrijf echter verkocht aan RCA Victor.
In 1939 introduceerde JVC de eerste televisies in Japan. Het Japanse bedrijf onderhield, in tegenstelling tot vele andere bedrijven van Japanse origine, contact en activiteit met buitenlandse partners tijdens de Tweede Wereldoorlog.
Sinds 1953 is de Panasonic Corporation, het voormalige Matsushita, de meerderheidsaandeelhouder van het bedrijf. JVC is onder andere de uitvinder van het VHS-systeem voor videobanden, dat begon met de allereerste wereldwijde distributie van VHS-videorecorders in het najaar van 1976.
Op 1 oktober 2008 fuseerde JVC met Kenwood Corporation en gaat sindsdien verder als JVC Kenwood.

## Wegverbreding
- Het Nederlandse hoofdkantoor van JVC tekende beroep aan tegen de verbreding van de A4 onder meer omdat door de aanleg van geluidsschermen het logo op het Europese hoofdkantoor niet meer zichtbaar zou zijn, samen met de vereniging Milieudefensie die bezwaar had tegen de verslechtering van de luchtkwaliteit[1]. De Raad van State stelde de vereniging en het bedrijf op 25 juli 2007 in het gelijk, waardoor de oplossing van het fileprobleem op de A4 vertraagd werd. In september 2010 werden de bezwaren van Milieudefensie door de Raad van State verworpen.[2]